# 小行星1762
小行星1762（1762 Russell）是一颗围绕太阳公转的小行星。1953年10月8日，印第安纳大学在摩根县发现了此天体。
該小行星以美國天文學家亨利·諾利斯·羅素命名。
这颗小行星的绝对星等为11.2等。